# Diecezja Loja
Diecezja Loja (łac. Dioecesis Loianus) – rzymskokatolicka diecezja w Ekwadorze należąca do metropolii Cuenca. Została erygowana 29 grudnia 1862 roku.

## Ordynariusze
- José María Massia O.F.M. 1875 – 1902
- Juan José Antonio Eguiguren-Escudero 1907 – 1911
- Carlos María de la Torre 1911 – 1919
- Guglielmo Harris 1920 – 1944
- Nicanor Roberto Aguirre Baus 1945 – 1956
- Juán Maria Riofrio O.P. 1956 – 1963
- Luis Alfonso Crespo Chiriboga 1963 – 1972
- Alberto Zambrano Palacios O.P. 1972 – 1985
- Hugolino Cerasuolo Stacey O.F.M. 1985 – 2007
- Julio Parrilla Díaz 2008 – 2013
- Alfredo Espinoza Mateus S.D.B. 2013 – 2019
- Walter Heras Segarra O.F.M. od 2019